# Mysmenopsis cienaga
Mysmenopsis cienaga là một loài nhện trong họ Mysmenidae.
Loài này thuộc chi Mysmenopsis. Mysmenopsis cienaga được miêu tả năm 1987 bởi Müller.